# Халілулла II
Халілулла II (д/н–1535) — 41-й ширваншах в 1524—1527 і 1528—1535 роках.

## Життєпис
Походив з династії Дербенді. Син ширваншаха Шейх-Ібрагіма II. 1521 року було влаштовано шлюб Халілулли з Періхан-ханум, донькою перського шахіншаха Ісмаїла I.
1524 року після смерті батька посів трон. Зберігав дружні відносини з Персією, справно сплачуюючи данину. Але невдовзі новий перський володар Тахмасп I запідозрив ширваншаха у змові на користь Османської імперії. Разом з тим почалася політика ліквідації напівнезалежних васальних володінь Персії.
У 1527 році повалений своїм братом Фаррух Ясаром. проте вже через кілька місяців відновився на троні.
У 1532/1533 році шах призначив свого брата Алкас Мірзу бейлербеєм Ширвану, а Бадр-хана Устаджлу його опікуном. Невдовзі Халілулла II надав прихисток Султан музаффару, еміру Гіляні, що втік від перських військ. Останній, як і його попередники, протидіяли централізаторським намірам шахів. Це ще більше погіршило відносини між Тахмаспом I і Халілуллою II. Тому ширваншах вимушений був віддати Султан музаффара, якого було страчено.
Помер 1535 року. Йому спадкував небіж Шахрух.